# Finnian di Moville
Finnian di Moville, o San Uinniau, in Galles San Winin (495 – Moville, 579), vescovo ed abate è venerato come santo dalla Chiesa cattolica.

## Biografia
Sebbene non prestigioso come il suo omonimo, Finnian di Clonard, fu il fondatore del monastero di Druim Fionn e della famosa scuola di monaci irlandesi, a Moville, nella contea di Down, intorno al 540. Finnian scrisse una regola per i suoi monaci e un codice di penitenza.
Discendente di Fiatach il Giusto, studiò sotto la guida di Colman di Dromore e di Mochae di Noendrum dell'isola di Mahee, poi a Whithorn, alla Candida Casa di Ninian, da dove proseguì per Roma, tornando in Irlanda nel 540 con una copia integrale della vulgata di Sofronio Eusebio Girolamo, la traduzione latina della Bibbia.
Il più famoso allievo di Finnian fu Columba di Iona, che durante un soggiorno di studio a Moville, copiò di nascosto e senza autorizzazione un prezioso salterio. La leggenda afferma che Columba, al buio, copiava scrivendo con la mano destra, mentre le dita della sua mano sinistra gli facevano luce. Quando Finnian lo scoprì, insistette per avere indietro la copia abusiva, ma Columba si rifiutò di consegnarla. Pertanto Columba fu portato in giudizio da Finnian dinanzi al re Diarmuid che sentenziò: «a ogni mucca il suo vitello, a ogni libro la sua copia». Columba fu costretto a restituire la copia, ma si offese molto.
È venerato dalla Chiesa gallese con il nome di san Winin. Il suo culto è stato approvato nel 1903 e la sua festa ricorre il 10 settembre.